# دوروتی
دوروتی (انگلیسی: Dorothy) یک نقاشی رنگ روغن از نقاش امپرسیونیسم آمریکایی، ویلیام مریت چیس می‌باشد که امروزه در موزه هنر ایندیاناپلیس قرار دارد.